# تیلنت
تیلنت (انگلیسی: Telent) شرکت ارتباطات بریتانیایی است، که در سال ۲۰۰۶ تأسیس شد.